# April in Paris
April in Paris é um filme de comédia romântica musical estadunidense de 1952 dirigido por David Butler e estrelado por Doris Day, Ray Bolger e Claude Dauphin.

## Elenco
- Doris Day como Ethel S. "Dynamite" Jackson
- Ray Bolger como S. Winthrop Putnam
- Claude Dauphin como Philippe Fouquet
- Eve Miller como Marcia Sherman
- George Givot como François
- Paul Harvey como secretário Robert Sherman
- Herbert Farjeon como Joshua Stevens
- Wilson Millar como Sinclair Wilson
- Raymond Largay como Joseph Welmar
- John Alvin como Tracy
- Jack Lomas como motorista de táxi
- Jarma Lewis como corista